# LPGA Tour 1982
Navigation
Édition précédente Édition suivante
Le LPGA Tour 1982 est la trentième-troisième édition du Ladies Professional Golf Association Tour (LPGA), circuit professionnel féminin de golf, qui se déroule du 28 janvier 19812 au 7 novembre 1982. Axé sur les États-Unis, le LPGA a entrepris la tenue de tournois hors du continent américain ces dernières saisons, ainsi cette saison voit des tournois programmés au Canada et au Japon. Cette trentième-troisième édition de ce circuit permet de proposer un certain nombre de tournois professionnels destinés aux femmes en dehors des compétitions amateurs. La volonté de la professionnalisation des golfeuses leur permet désormais de gagner de l'argent en jouant au golf.
Cette saison comporte trente-cinq tournois, soit un de moins qu'en 1981, auxquels sont insérées des dotations financières en fonction du résultat de la golfeuse. Trois de ces tournois sont considérés comme « tournoi majeur » - le Championnat de la LPGA, le Classic Peter Jackson et l'Open américain - et sont considérés comme les plus prestigieux et difficiles à remporter.
L'Américaine JoAnne Carner est désignée « Joueuse de l'année de la LPGA » (« Player of the Year ») pour la troisième fois de sa carrière après 1974 et 1981, gagne le classement des gains remporté avec des gains records de 310 399 $ en remportant cinq victoires mais aucun tournoi majeur. Les trois tournois majeurs sont remportés par l'Australienne Jan Stephenson (Championnat de la LPGA), Sandra Haynie (Classic Peter Jackson) et Janet Alex (Open américain). Enfin, le « Trophée Vare » récompensant la golfeuse ayant la moyenne de score la plus basse de la saison est remporté par JoAnne Carner pour la quatrième fois après 1974, 1975 et 1981.

## Histoire
Pour l'organisation de cette trentième-troisième édition, la majorité des tournois se disputent aux États-Unis mais deux tournois sont programmés hors des États-Unis. Comme la saison précédente, le LPGA décide d'organiser des tournois hors des frontières des États-Unis avec la tenue de tournois programmés au Canada et au Japon. La majorité des joueuses sont des golfeuses principalement américaines professionnelles et amateures mais le LPGA intègre quelques années des golfeuses étrangères. Le calendrier établi fait débuter la saison par le Championnat Whirlpool de Deer Creek en Floride remporté par Hollis Stacy. Au cours de cette saison, bien que la majorité des tournois ont été remportés par des golfeuses américaines professionnelles, de nombreuses golfeuses non-américaines remportent des tournois : la Japonaise Ayako Okamoto, la Sud-Africaine Sally Little (naturalisée américaine au cours de l'année 1982) et l'Australienne Jan Stephenson (deux victoires).
L'Américaine JoAnne Carner est désignée « Joueuse de l'année de la LPGA » (« Player of the Year ») pour la troisième fois de sa carrière après 1974 et 1981, gagne le classement des gains remporté avec des gains records de 310 399 $ en remportant cinq victoires mais aucun tournoi majeur. Les trois tournois majeurs sont remportés par l'Australienne Jan Stephenson (Championnat de la LPGA), Sandra Haynie (Classic Peter Jackson) et Janet Alex (Open américain).

## Participantes à la saison LPGA 1982
Les participantes ont deux statuts. Certaines sont devenues professionnelles, et pour certaines avant la création de ce circuit, mais de nombreuses amateures prennent également part aux tournois sans toutefois pouvoir recevoir le montant des gains en raison de leur statut.
| Participantes    | Participantes       | Participantes    | Participantes         | Participantes    |
| Professionnelles | Professionnelles    | Professionnelles | Professionnelles      | Professionnelles |
| ---------------- | ------------------- | ---------------- | --------------------- | ---------------- |
| Amy Alcott       | Janet Alex          | Janet Anderson   | Sharon Barrett        | Donna Caponi     |
| JoAnne Carner    | Carole Charbonnier  | Beth Daniel      | Beverley Davis        | Dale Eggeling    |
| Stephanie Farwig | Pam Gietzen         | Sandra Haynie    | Carole Jo Kabler      | Joyce Kazmierski |
| Beverly Klass    | Sally Little        | Nancy Lopez      | Terri Luckhurst       | Susie McAllister |
| Cathy Morse      | Barbara Moxness     | Martha Nause     | Ayako Okamoto         | Sandra Palmer    |
| Kathy Postlewait | Alexandra Reinhardt | Patty Sheehan    | Muffin Spencer-Devlin | Sandra Spuzich   |
| Hollis Stacy     | Jan Stephenson      | Vicki Tabor      | Jo Ann Washam         | Donna White      |
| Kathy Whitworth  | Kathryn Young-Robyn |                  |                       |                  |

## Classements saison 1982

### Tableau des gains («Money list»)
Le tableau ci-dessous est le classement des golfeuses par gains obtenus sur cette saison 1982. Le classement par gains est remporté par JoAnne Carner avec 310 399 $ remportés.
| Cla. | Golfeuses        | Gains     | Victoires |
| ---- | ---------------- | --------- | --------- |
| 1    | JoAnne Carner    | 310 399 $ |           |
| 2    | Sandra Haynie    | 245 430 $ |           |
| 3    | Sally Little     | 228 938 $ |           |
| 4    | Patty Sheehan    | 225 021 $ |           |
| 5    | Beth Daniel      | 223 632 $ |           |
| 6    | Amy Alcott       | 169 578 $ |           |
| 7    | Nancy Lopez      | 166 473 $ |           |
| 8    | Hollis Stacy     | 161 373 $ |           |
| 9    | Kathy Whitworth  | 136 695 $ |           |
| 10   | Jan Stephenson   | 133 211 $ |           |
| 11   | Pat Bradley      | 113 084 $ |           |
| 12   | Sandra Spuzich   | 89 819 $  |           |
| 13   | Janet Anderson   | 86 603 $  |           |
| 14   | Ayako Ohamoto    | 85 266 $  |           |
| 15   | Kathy Postlewait | 82 167 $  |           |

### Trophée Vare («Vare Trophy»)
Le tableau ci-dessous est le classement des golfeuses par scores les plus bas sur cette saison 1982.
| Cla. | Golfeuses     | Moyenne |
| ---- | ------------- | ------- |
| 1    | JoAnne Carner |         |